# Бабак Занджани
Бабак Мортеза Занджани (на персийски: بابک مرتضی زنجانی) е ирански бизнесмен.
Роден е на 12 март 1974 година в Техеран. Той оглавява компанията „Соринет Груп“, която развива мащабна дейност в голяма част от Азия в сектори, като финанси, козметика, гражданска авиация, информационни технологии и недвижими имоти. В края на 2012 година Занджани попада под санкции на Европейския съюз, заради участие в нарушаване на петролното ембарго срещу Иран. Година по-късно е арестуван в Иран и е разследван за корупция и присвояване на 2,7 милиарда евро, като на 6 март 2016 година е осъден на смърт.